# تانيا باترسون
تانيا باترسون (بالإنجليزية: Tania Patterson)‏ هي فنانة نيوزيلندية، ولدت في 1969.